# Katima Mulilo Rural
Katima Mulilo Rural es un distrito electoral de la Región de Zambezi en Namibia. Su población es de 22.197 habitantes. Comprende mayormente la zona circundante a la ciudad de Katima Mulilo, la capital de Caprivi.
- Datos: Q477422